# La Génétouze
La Génétouze is een gemeente in het Franse departement Vendée (regio Pays de la Loire) en telt 1451 inwoners (2004). De plaats maakt deel uit van het arrondissement La Roche-sur-Yon.

## Geografie
De oppervlakte van La Génétouze bedraagt 13,1 km², de bevolkingsdichtheid is 110,8 inwoners per km².
De onderstaande kaart toont de ligging van La Génétouze met de belangrijkste infrastructuur en aangrenzende gemeenten.

## Demografie
Onderstaande figuur toont het verloop van het inwonertal (bron: INSEE-tellingen).

1. ↑  Populations de référence 2022.